# 퍼시 로드리게스

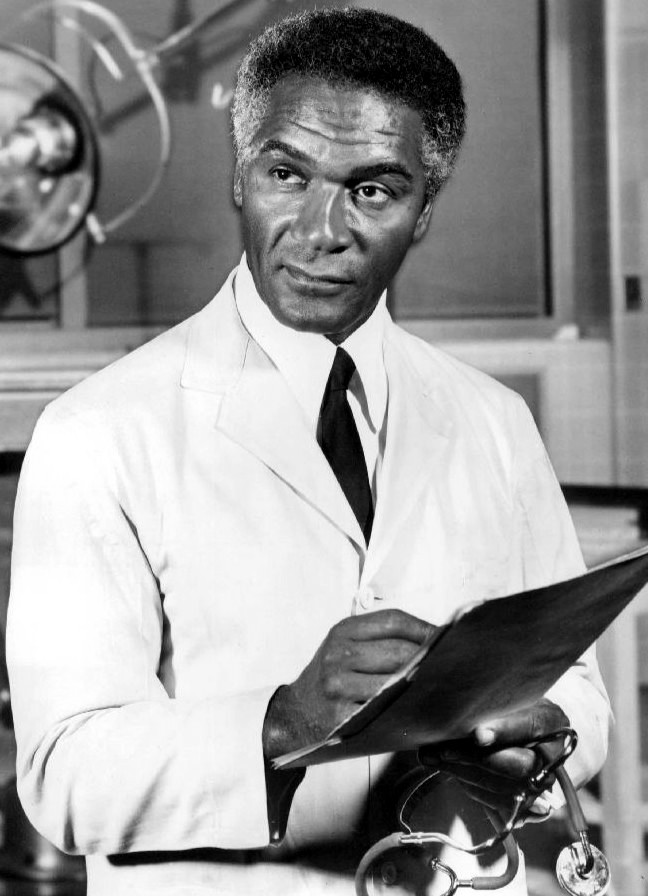

퍼시 로드리게스(Percy Rodriguez, 1918년 6월 13일 ~ 2007년 9월 6일)는 캐나다의 성우, 연극 배우, 영화배우, 텔레비전 배우이다.
몬트리올에서 태어났으며 인디오에서 사망하였다. 사인은 신부전이다.

## 방송
- 어느날 갑자기

## 영화
- 캡틴 EO (1986년)
- 악령의 리사 (1981년)
- 뿌리 - 그 다음 세대 (1979년)
- 라이나서러스 (1974년)
- 어느날 갑자기 (1972년)
- 닥터 게논 (1969년)
- 제5전선 (1966년)
- 캐롤 포 어나더 크리스마스 (1964년)
- 디즈니랜드 (1954년)